# Алієва Тамара Шугаїпівна
Тамара Шугаїпівна Алієва (нар. 18 вересня 1924, Старі Атаги — пом. травень 1987, Грозний) — чечено-інгуська радянська акторка, співачка, естрадна танцюристка, конферансьє та ляльководка. Народна артистка Чечено-Інгуської АРСР з 1960 року, заслужена артистка РРФСР з 22 червня 1978 року.

## Біографія
Народилася 18 вересня 1924 року в селі Старих Атагах (нині Урус-Мартановський район, Чеченська Республіка, Російська Федерація).
Упродовж 1938—1944 років працювала в Чеченському драматичному театрі в Грозному. У 1944 році розпочала роботу в театрі ляльок; протягом 1946—1952 років виступала як співачка, танцюристка, конферансьє. З 1958 року знову працювала у Чеченському драматичному театрі. Померла в Грозному у травні 1987 року.

## Ролі
у театрі
- Тамро («Хоробрий Кікіла» Георгія Нахуцрішвілі та Бориса Гамрекелі);
- Люсільда («Лікар мимоволі» Мольєра);
- Кларіче, Мірандоліна («Слуга двох панів», «Господиня готелю» Карло Ґольдоні);
- Радад («Совдат і Дауд» Абдула Хамідова);
- Фаризат («Чоловік моєї дружини» Георгія Хугаєва)

У 1979 році зіграла роль Дагмари у художньому фільмі «Горська новела», знятому Північно-Осетинській та Чечено-Інгуській студії телефільмів.